# Опсада Београда (1456)
Опсада Београда 1456. године (мађ. Nándorfehérvári diadal, тур. Belgrad kuşatması) је други велики напад Турака на овај град који се десио између 4. и 22. јула. Након пада Цариграда, главни противник Османлија на западу била је краљевина Угарска. Султан Мехмед II покренуо је велику војску са циљем да освоји Смедерево, престоницу српског деспота Ђурђа Бранковића, и Београд, најзначајније угарско упориште на јужној граници.
Велику османску силу нису дочекале уједињене хришћанске снаге чему су се многи надали. Чак ни у самој Угарској није постигнут договор о јединственом деловању. Војску која је бранила београдско утврђење чинили су одреди које је окупио Јанош Хуњади, нешто трупа које је послао деспот Ђурађ, као и одреди слабо наоружаних крсташа.
Значајан догађај током опсаде је разбијање османске флоте на Дунаву 14. јула 1456. године. Увидевши да не могу да одсеку град од река, а самим тим и од Угарске, Турци су се одлучили на жесток јуриш који је изведен 21. јула. Уз велике напоре опсађени су одолели, а сутрадан је уследило османско повлачење.
Подневна звона, по налогу папе Калиста III, прослављају овај догађај све до данашњих дана.

## Угарска од 1440. до 1456.
Смрћу Владислава I Јагелонца, 1444. године, Угарска је остала без владара. Државом је управљао савет који је извршну власт поверио седморици капетана. Потврђен је избор Ладислава V Посмрчета за краља, а одлучено је да се до његовог пунолетства власт повери једном од гувернера. Ова дужност додељена је Јаношу Хуњадију 1446. године. Хуњади се активно борио против Турака. Ипак, 18. октобра 1448, његове снаге су поражене на Косову пољу. Овом приликом Хуњади је заробљен, али успео је да побегне да би потом поново пао у заробљеништво српског деспота Ђурђа Бранковића. Односи међу њима су се побољшали тек 1451, када су деспоту враћена нека имања у Угарској, али ће они остати сложни и у наредном периоду. За време Хуњадијевог одсуства поново је постало актуелно питање избора владара. Године 1452, цар Светог римског царства Фридрих III је под притиском побуне сталежа у Бечу морао да се одрекне старатељства над Ладиславом и да му дозволи повратак у Угарску. За новог старатеља дванаестогодишњег Ладислава изабран је Улрих Цељски. Као накнаду за овај положај Хуњади је добио неке поседе, именован је за наследног бистричког жупана и за команданта (капетана) угарске војске. После повратка краља у Угарску, положај гувернера је укинут јер су Хуњадијеви противници сматрали да он није неопходан.

## Османско царство од 1451. до 1456.
Након смрти Мурата II на Османов престо долази Мехмед II, касније назван Освајач. Већ у првим годинама владавине 1453. године постигао је велики успех. Освојен је Цариград, престоница византијских царева и центар источног хришћанства. Ова победа ојачала је ратоборно крило међу османским великодостојницима које је подржавало Мехмеда. Он је јула 1453. уклонио великог везира Џандарли Халила, који се често залагао за компромис са хришћанским силама.
Основна преокупација османског султана био је Балкан. За султана је било значајно да осигура превласт на Дунаву. У таквим околностима неизбежно је морао доћи у сукоб са Угарском. Поход 1454. био је неуспешан. Наредне године заузео је Ново Брдо, важну и богату рударску област. Влашка је мировала, а војвода од Молдавије прихватио је у октобру 1455. да плаћа данак да би осигурао мир и слободну трговину за своје поданике у Акерману. Султан је могао мирно да организује поход на Угарску коју су разарали унутрашњи сукоби.

## Припреме за крсташки поход и несагласност хришћанског света
У овом периоду у Угарској, и уопште на западу, прављени су планови за крсташки поход против Османлија. У фебруару 1456. у Будиму је одржан сабор угарских великаша на коме се расправљало о одбрани јужне границе и опремању војске. Овом приликом одлучно су иступила два црквена достојанственика. Први је био Јован Капистран, који је с Хуњадијем боравио у Јужној Угарској, где је заговарао неопходност рата против Турака. Њега је папа и званично именовао за крсташког проповедника. Други је био Хуан (Јован) Карвахал. Он је на сабору одлучно иступио истичући да се у Италији обављају обимне припреме. Овај сабор је завршен у априлу без значајнијих закључака.
У Италији су заиста прављени велики планови. Римски папа Калист III градио је флоту на Тибру, а помоћ је обећао и Алфонсо Арагонски као и Млеци, Ђенова, Фиренца, Модена, Болоња, бургундски војвода и португалски краљ. Рачунало се на војске цара Светог римског царства и угарског краља. Ипак, хришћански свет није био јединствен, многи европски владари нису подржали поход, (француски краљ Шарл VII се држао по страни, а у Енглеској је отпочињао династички сукоб касније назван Рат ружа).

## Припреме за борбу

### Прикупљање хришћанске војске
Пошто подршка двора и племића није била обезбеђена морала је да се мобилише маса фанатичних верника. Проповедање крсташког рата, који је објављен још у фебруару 1456, добило је на важности. Главни проповедник био је фрањевац Капистран. Одзив сиромашних био је масован. Било је ту људи разних занимања или без занимања, студената и авантуриста свих врста. Групе крсташа стизале су са свих страна, преко Будима у Петроварадин, у коме је било централно место окупљања.
И поред свих неуспеха, неуморни Хуњади је улагао огромне напоре да окупи војску. Дана 12. јуна пише у Ердељ и тражи помоћ, пре свега коњицу. Писао је 22. јуна заједници седам саксонских столица, али помоћ није дошла. Поново пише у Ердељ 3. јула, али времена више није било, јер су се Турци приближили Дунаву. Иако са слабијим снагама, Хуњади се у јуну упутио у сусрет Турцима.

### Османске припреме
Османске припреме отпочеле су још у зиму 1455. године. На равници између Истанбула и Једрена сакупила се огромна војска. Султан је тражио помоћ од својих вазала: од босанског краља тражио је 10.000 људи, од херцега Стефана Вукчића 8.000, а од војводе Петра I Павловића 4.000 и одговарајућу количину намирница од сваког од њих. Они су одбили да пошаљу ову помоћ, истичући како ће плаћати само редован данак. Али и без њих османска сила је била огромна. Сакупљана је војска из свих провинција. Војску је предводио лично Мехмед II, а уз њега су биле најзначајније војсковође; међу њима и румелијски беглербег Караџа и заповедник јаничара Хасан. У османској војсци било је и странаца из Персије, са поседа египатског султана, Татара, такође и стручњака за ливење топова из Италије и Немачке. О бројности ове војске не постоје поуздани подаци. Чак и очевидац Таљакоцо, Капистранов пратилац, у различитим тренуцима износи различите податке. Први пут говори о 100.000, а други пут о 160.000 војника. По речима салцбуршког канцелара Бернарда Кројбуршког османска војска никада није имала преко 100.000 људи, па се овај број може узети за горњу границу.
Поред војске припремљена је артиљерија и флота. Неки топови су, због лакшег транспорта, ливени успут у Скопљу и вероватно Крушевцу. По Капистрановим речима, око Београда је било 300 османских топова различите величине. Топови су израђивани чак и од метала од којих су биле израђене цариградске драгоцености, фигуре коња, црквена звона и крстови на црквама. Поред топова Турци су користили и разне друге опсадне справе. Грађена је бројна флота. Бродови су грађени на Морави (око 100), а вероватно су неке лађе дошле уз Дунав из Црног мора. По подацима савременика број бродова се кретао од 200 до неколико десетина.
Много напора изискивало је и снабдевање овако бројне војске. Намирнице су довлачене са свих страна, копном и водом, али ни сви напори нису могли да обезбеде иоле уредно снабдевање. Већ средином јула знало се да влада несташица у османском табору и у људској и у сточној храни. Османско снабдевање ометала је и чињеница што су се Срби држали непријатељски те нападали и пљачкали османске транспорте.
Централни део султанове војске током опсаде Београда налазио се на Врачарском платоу, код данашњег Храма Светога Саве, а крила су досезала до Савске и Дунавске обале.

### Хришћанска војска
Не зна се колика је била посада београдског утврђења. Главни заповедник града био је Михаљ Силађи, Хуњадијев рођак и сарадник. Подршка племства је изостала. Штавише османско надирање ка Дунаву изазвало је панику те су многи племићи па и сам краљ, побегли на запад. Београду је у помоћ притекао Јанош Хуњади. Он није успео да прикупи велику војску. Уз њега су углавном били његови стари саборци, прекаљени борци и известан број најамника чије је прикупљање помогао и српски деспот, Ђурађ Бранковић, чије су снаге непосредно пре напада на Београд одолеле османској опсади Смедеревског Града. Хуњади је опремио и највећи део лађа. Оне су одиграле веома значајну улогу у борбама у којима су учествовали и одреди, највише коњица, мачванског бана Јована Корођског као и Ладислав Кањини и Себастијан Розгоњи са својим људима.
Највише је било крсташа. Они су долазили са свих страна, највише из Угарске, али и из Аустрије, Пољске, Чешке и Немачке. Главни логор крсташке војске био је код Земуна. Ова војска била је слабо опремљена. Коњâ готово да и није имала, а праве ратне опреме веома мало. Хуњади није имао довољно поверења у ову војску, а и сам Капистран је улагао велике напоре како би одржао ред. Од свих приспелих крсташа, само је мањи број учествовао у борбама. Прва група, коју је предводио лично Капистран, пребачена је на пет лађа у Београд, 2. јула. Већ 3. јула град је био потпуно одсечен. Највероватније је у борбама у граду и око њега учествовало између 10 и 20 хиљада хришћанских војника. Велики проблем за ову војску било је снабдевање. Оно се нешто поправило тек после борби на Дунаву 14. јула.

## Борбе

### Опсада до 14. јула
У јуну 1456. огромна османска војска кретала се кроз Србију ка Дунаву. Ђурађ Бранковић и цео српски народ били су узнемирени доласком османске силе. Баш тада на небу се појавила репата звезда која досезаше до земље. Ондашњи, сујеверни свет сматрао је да ова појава, касније названа Халејева комета, доноси несрећу. Српски деспот слао је султану поклоне како би га умилостивио али без успеха, па је османска војска дошла под Смедерево. Један део османске војске посео је Рудник, а један број коњаника је кренуо против Скендербега. Смедерево је било добро снабдевено и утврђено. И други српски градови били су спремани за борбу. Турци су напали Смедерево али је град одолевао. Спаљено је предграђе. На вест да долазе Угри, султан Мехмед II се поколебао. Пошто губици нису били занемарљиви, одустао је од освајања српске престонице и кренуо ка Београду.
Османски пљачкашки одреди још су током јуна узнемиравали околину Београда. Том приликом страдала је и једна српска црква за чију се обнову залагао Силађи, без сумње са циљем да приволи Србе на заједничку борбу.
Хуњади је био добро обавештен о покретима и намерама султанове војске. Он је намеравао да пресретне османске бродове на Дунаву пре него што стигну до Београда. С тим циљем је отишао у Ковин, али када су 3. јула османски бродови наишли он није имао довољно снаге за планирану акцију. Истог дана османски бродови су били пред Београдом.
Становништво града било је запрепашћено османском силом. То није био напад неког локалног османског заповедника, већ огромна војска коју је предводио султан. Када је у град 2. јула дошао одред крсташа сачекан је бурно, уз музику и опште весеље. Капистран је планирао да из Београда оде Хуњадију и да заједно припремају помоћ опседнутом граду. Силађи је био против Капистрановог одласка јер је сматрао да је касно организовати нове одреде и да се треба борити оним чиме се располаже. Капистран је ипак отишао 3. јула. Хуњади је припремао бродове у Сланкамену. Ове напоре помагао је и српски деспот. Он је обећао велику помоћ ако се борба против Турака настави и јужно од Саве и Дунава. У Италији се пронела вест да је Хуњади спреман да се договори са султаном, али је по свој прилици ово била варка са циљем да се изврши притисак на италијанске дворове јер су те гласине истовремено јављале да је султану углавном стало до слободног пролаза у Италију.
Османска војска је првих дана јула запосела читаву околину Београда. На најистакнутијем месту постављен је султанов шатор окружен јаничарима. На левом крилу, дуж савске обале биле су распоређене снаге под командом беглербега азијских поседа, а дуж дунавске снаге румелијског беглербега Караџе.

### Битка на реци 14. јула 1456.
Ситуација у опседнутом Београду постајала је све тежа па је спољна акција била све потребнија. Угарска флота окупила се до 13. јула у Сланкамену. Био је само један већи брод снабдевен топовима и експлозивним материјалом. У Сланкамену су такође били искусни Хуњадијеви борци и одреди крсташа. Капистран је проповедима одржавао морал бораца. Да би акција била успешна, било је договорено да београдски кастелани припреме мале лађе и да, када борба већ почне, нападну Турке.
Ношена речним струјама Дунава, флота је кренула ка Београду. У борби су на хришћанској страни учествовали шајкаши, људи који су добро познавали Дунав, што ће се показати као изузетно важно у потоњим борбама. Копном се ка Земуну кретала крсташка војска под Капистрановом командом. Ка Београду је ишао и Хуњади са својим људима. Удружене снаге под Хуњадијем код Земуна су водиле прве борбе. Османске лађе биле су распоређене код Земуна и повезане ланцима како би лакше спречиле пробој борбене линије. Хуњади је за дан продора на Дунаву изабрао 14. јул. Све је зависило од првог налета, од тога да ли ће се разбити ред османских галија. Угарске лађе жестоко су напале. Разбијена је прва османска борбена линија. Бродови су дејствовали једни на друге топовима и пушкама, а када би се довољно приближили, започињала би борба прса у прса. За исход борбе био је значајан напад шајкаша из Београда, са леђа. Храброст Срба шајкаша нарочито је хвалио Таљакоцо. За време борби нечијом непажњом избио је пожар на највећој хришћанској лађи. Пожар је угашен, али је лађа онеспособљена, што је Таљакоцо навео као разлог због кога све османске лађе нису заробљене или уништене.
После разбијања првог борбеног реда османских галија, мали покретни хришћански бродови имали су веће изгледе на успех. Турке је ухватила паника. Неке лађе су побегле, друге су заробљене. Резултат борбе био је неколико потопљених галија, неколико заробљених и више стотина подављених Турака. Хришћани су имали мање жртава. Главни резултат борбе било је отварање речног пута ка граду. Стигла су појачања као и намирнице. Сутрадан, после победе код Земуна, у Београд су ушли Хуњади и Капистран носећи заплењене османске заставе. Силађи је наредио да се истакну на градске зидине. Капистран је убрзо напустио Београд. Највише времена провео је с крсташима у Земуну.

### Опсада од 14. до 21. јула
Одмах по уласку у град Хуњади је предузео све што је било у његовој моћи да побољша одбрану. Радило се на поправци градских бедема, снабдевању града и обучавању крсташа. Ове послове заједнички су обављали Хуњади и Силађи. Капистран је у Земуну обучавао и опремао крсташе а када би то Хуњади наредио слао би их у Београд.
После пораза на Дунаву Турци су још више пажње посветили нападу са копна. Бомбардовање је настављено и довлачен је материјал за затрпавање градског јарка. Дана 15. јула дошло је до мањег окршаја испред градских зидина. Једна мања група крсташа коју је предводио Фаркаш изашла је из града где су их Турци, надмоћни на отвореном пољу, потукли.
Турци су се спремали за напад. Градске зидине већ су попуштале на толико места да се није могло све поправити. Отпочело је и копање подземног канала како би се минирали зидови и омогућио продор у град. Земљом из овог канала затрпаван је јарак. Хуњади је 20. јула био обавештен о предстојећем османском нападу.
Османско бомбардовање је престало. Одвијале су се последње припреме за општи напад. Хуњади је сматрао да је ситуација безнадежна па је у ноћи између 20. и 21. јула предложио напуштање града. Он сам је напустио град, али није наредио повлачење угарских одреда, а и сам је остао у непосредној близини Београда одакле је командовао. Ноћ пред напад, у град је пребачена група од 4.000 крсташа.

### Напад
Увече 21. јула отпочео је османски напад. Војску су обилазили дервиши и одређивали награде за оне који се први попну на зидине и оне који први уђу у град. Уз велике губитке приближавали су се нападачи зидинама. Турци су нападали свим средствима али су се и хришћани жестоко борили. У борбу се укључило свештенство. Турци су се пробили у Доњи град. Ова група је тек после жестоке борбе избачена из града. Око поноћи борба је достигла врхунац. Критични тренутак је наступио када је група од 600-700 јаничара продрла у град. Борбе су вођене како на бедемима тако и на улицама. У том тренутку и сам Силађи је посумњао у могућност да се град одбрани. Турци су јуришали ка мосту који је водио у Горњи град. Пошто овај мост није био подигнут на њему се развила најжешћа борба. Од ове борбе зависила је судбина града. Јаничари нису успели да се пробију у Горњи град. Уследио је хришћански противнапад у рану зору 22. јула. Браниоци су бацали бакље на османске војнике који су се пели на градске зидине. Брзо је букнула ватра и османски продор је обустављен. Јаничари, који су били одсечени у граду, су побијени. Једновременост у којој је извршена ова хришћанска акција знатно је допринела ефикасности. Она није могла бити резултат појединачне иницијативе крсташа. Турци су били уверени да је све вршено по Хуњадијевом плану. Османске лађе нису одиграле значајнију улогу приликом овог напада. Хришћани су господарили рекама. Оне лађе које нису биле уништене, султан је наредио да се спале како не би пале у непријатељске руке. То је и учињено ујутро 22. јула.

### Борбе 22. јула
Хуњади је 22. јула наредио Силађију да никога не пушта из града како браниоце не би уништили Турци на отвореном пољу. Ипак, крсташе није било могуће задржати. Они су излазили кроз рушевине и пробијене зидове. Прву, малу групу крсташа, Турци нису напали јер им је циљ био да их што више изађе. Пошто су његови позиви да се врате били узалудни Капистран им се и сам придружио. Крсташи су јуришали на османске топове које су окренули против Турака. Одмах су почели да пљачкају османске шаторе.
У почетку Турци нису спречавали испад хришћана. По Хуњадију и Капистрану они су ово радили намерно, а исто објашњење се налази и у османским изворима. Могуће је ипак да су Турци већ тада отпочели повлачење. Ипак, убрзо је уследио жесток османски противнапад. Крсташи су разбијени, а Капистран се спасао. Сам Хуњади није учествовао у овим борбама. У борби је учествовао Мехмед II који је покушавао да спречи повлачење своје војске. У овом окршају је и рањен. Многи истакнути Турци су изгинули, међу њима и румелијски беглербег Караџа, који је погинуо од топовског ђулета пре османског напада 21. јула. А у борбама испред града погинуо је заповедник јаничара, Хасан. У борбама око Београда јаничари су тешко страдали.

### Повлачење Турака
Иако су сатерали хришћане у град, Турци нису имали снаге да га освоје. Већ после неуспеха у ноћи између 21—22. јула султан је одлучио да се повуче. Разлози за повлачење били су велики губици и погибија неких од најзначајнијих достојанственика.
Прве припреме за повлачење извршене су 22. јула. Ујутру су спаљене лађе на Дунаву а потом је уништавано све што се није могло понети. Није било могуће уништити или однети све што је претходних недеља било донето. У току ноћи између 22. и 23. јула читава османска војска се повукла. Турци су се трудили да њихово повлачење прође незапажено како би избегли гоњење. Захваљујући брзини којој су се Турци евакуисали хришћани су дошли до богатог плена. Заплењен је велики број топова.
Капистран је желео да се крене у потеру за Турцима, али су против тога били Силађи и Хуњади знајући да малобројни хришћани не би могли на отвореном пољу да потуку османску војску, чак иако су се Турци повлачили. Мање групе хришћана кренуле су ради пљачке у гоњење Турака. Отимали су све што су могли, а највише теглећу стоку.

## После опсаде

### Контроверзе око заслуга
Одмах након опсаде почели су сукоби између крсташа и угарских чета. Трвења су почела међу борцима да би се касније пренела и на старешине, Хуњадија и Капистрана. Убрзо су се у граду појавиле глад и болести. Крсташи су били незадовољни. Протестовали су како победа није дело било ког угарског племића већ њихово и Капистраново. Само захваљујући брзој Капистрановој интервенцији није дошло до крвопролића. Увидевши ситуацију, он је схватио да је најбоље да распусти крсташе кућама. Објавио је да је крсташки рат завршен. И сам је убрзо напустио Београд.
Такође, након опсаде се поставило питање заслуга за победу. Насталим спором бавиле су се генерације. Много се расправљало да ли је за успех заслужнији Хуњади или Капистран. Оба ова учесника су се трудила да истакну своје заслуге и да умање значај оног другог, а од свих који су писали о опсади Београда, најбоље сведочанство оставио је фрањевац Таљакоцо, иако ни он није био непристрасан већ је уздизао свог старешину.
Тешко је приписивати заслуге само једном човеку. Улога сваког од њих, и Хуњадијева и Капистранова али и Силађијева и папског легата Карвахала била је толика да би успешан исход борби било тешко замислити без учешћа неког од њих. По речима папе Калиста III, док је Хуњади био организатор, Капистран је углавном био организатор и војни заповедник. Исход борбе одлучили су и војници који су се често борили мимо наређења својих претпостављених.

### Османски губици
О тачном броју османских губитака нема поузданих података. Број погинулих под Београдом који дају извори креће се од неколико хиљада до неколико десетина хиљада. Османска флота на Дунаву претрпела је катастрофу. Оно што нису уништили шајкаши, спаљено је како не би допало у руке непријатељу. Јаничари су такође тешко страдали. Они су и имали најтежи задатак да се пробију у град. Највећи део османских топова пао је хришћанима у руке. Број Турака који су напустили султанову војску или су заробљени није могуће ни приближно утврдити. Ђеновљанин Промонторио де Кампис проценио је османске губитке на 500.000 дуката.
Сила која је више месеци окупљана из свих провинција царства морала је да се повуче. Овај пораз је нарушио углед османског султана. Он се светио својим сарадницима због пораза. Када су му петорица гласника донели лоше вести из Угарске он је наредио да се побију. Постоје и подаци који говоре да је лично одрубио главе неким својим војсковођама а неки су, по његовом наређењу, побијени чим су стигли у Софију. Освајач Цариграда враћао се рањен и са проређеном војском не освојивши Београд који је био превелики изазов и за његовог оца Мурата II 1440. године.

### Хришћански губици
Материјална штета нанета београдском утврђењу била је огромна. Највише бранилаца погинуло је у борбама 21. и 22. јула а знатно мање од османских бомбардовања. Заробљене хришћане Турци су убијали. И овде је немогуће дати прецизну процену броја жртава.
На градском утврђењу највише су страдали градски зидови на Доњем граду. На неким местима они су били потпуно порушени. Многе куле су такође биле разорене. Страдали су и објекти унутар градских зидина. Једна црква је погођена док је Таљакоцо у њој вршио службу. Након одласка крсташа Хуњади је урадио све што је у његовој моћи да обнови разрушене бедеме. Ипак град је био толико разорен да је потпуна обнова била ван његове моћи. Он је тражио да угарски краљ што пре дође на југ своје земље и помогне обнављање града. Средства је тражио и од племића. Нормализација живота у граду текла је врло споро.

### Последице
Вест о хришћанској победи ширила се врло брзо. Многи су се понадали да су заустављена османска освајања. Најзначајнији београдски браниоци, Хуњади и Капистран, слали су писма угарском краљу, папи, племићима, Венецији, миланском војводи. Папа је вест о победи разносио даље па је она стигла и до етиопског владара. Вест о победи ширили су и Дубровчани. Наређено је да се свуда приреде свечаности у част победе код Београда, а папа је лично сматрао овај догађај најсрећнијим догађајем у свом животу. Папа је 6. август прогласио даном београдске победе који је требало да се слави у целом хришћанском свету. О значају који су савременици придавали овом догађају показује и велики број савремених извора. Ниједан догађај у средњовековној београдској историји није забележен у тако великом броју извора.
Победу хришћана обележио је и губитак најзначајнијих бранилаца. Наиме, у полуразореном граду дошло је до ширења разних заразних болести. Код Хуњадија су се први знаци куге појавили 4. августа, а 6. августа су се први симптоми појавили и код Капистрана. Хуњади је пребачен у Земун где је након недељу дана умро. Хришћани су изгубили човека који је цео свој живот посветио борби против Турака, а Турци су добили задовољење за претрпљени пораз — град нису освојили, али је њихов највећи противник био мртав. Капистран је умро 23. октобра 1456. године у Илоку. Пре краја године умро је и српски деспот Ђурађ Бранковић, још једна важна личност у балканској политици претходних деценија.
Папски легат Карвахал још увек је гајио наду у могућност организовања крсташког рата и настављање борбе против Турака. Међутим, такав подухват био је немогућ без подршке племића који би обезбедили коњицу а он такву подршку није имао. Крсташи су се у потпуности разишли тек у децембру 1456. године.
Значај хришћанске победе састоји се у привременом заустављању османских освајања и даљег продора ка Западној Европи.

## Угарска после Хуњадија
Смрћу Јаноша Хуњадија ситуација у Угарској се променила. Његовом смрћу није нестао само борац против Турака већ и представник домаћег племства које се супротстављало страном племству оличеном у Улриху Цељском. Без Хуњадија, краљ Ладислав V и Улрих су знатно ојачали. Они су са малобројном војском логоровали у Футогу одакле су након завршетка опсаде и Хуњадијеве смрти пошли да преузму Београд. Хуњадијев син Ладислав одбио је да им преда град, али је пустио краља и Улриха да уђу у град. Ту се посвађао са Цељским па га је убио. Краља је пустио након што је добио писмене гаранције да му се неће светити. Ладислав V није одржао своју реч. Чим се Ладислав појавио у Будиму, ухваћен је, осуђен и одмах погубљен. И Јаношев други син, Матија Хуњади, је затворен. На вест о Ладислављевој смрти дошло је до правог рата између присталица две странке.
Спремајући се за свадбу са француском принцезом Катарином, Ладислав V је изненада умро 23. новембра 1457. године. Пошто није имао деце поново се поставило питање наслеђа трона. Угарски племићи окупљени у будимској тврђави предложили су Ладислава Горјанског, палатина Угарске. Хуњадијева странка одржала је скуп на Ракошком пољу 25. јануара 1458. где су истакли свог кандидата, Матију Хуњадија-Корвина. Маса је кренула у Будим да одлуку саопшти племићима. Они нису имали снаге да одреагују па је нови краљ Угарске постао, Хуњадијев син Матија Корвин.

## Каснија Мехмедова освајања
Пораз под Београдом није значајније успорио, нити је зауставио османска освајања. Османска војска је ратовала у Албанији где је натерала Скендербега на бекство. У периоду од 1458. до 1460. пале су Морејска деспотовина, последњи остатак Византије, и Србија, коју су раздирали сукоби Ђурђевих наследника. Уследила су освајања Синопа и Трапезунта. Рат са Венецијом вођен је између 1462. и 1470. Године 1463. освојена је Босна. Рат је вођен и против Карамана и државе Акнајунлуа.
У овом периоду вођене су борбе против Угарске и Молдавске кнежевине, али је угарски краљ Матија Корвин успео да консолидује јужну границу Угарске. И поред великих ратних успеха током своје владавине Мехмед није успео да нанесе одлучујући пораз свом највећем хришћанском противнику, Угарској краљевини.